# Rikets ständers förening 23 juni 1743
Rikets ständers förening 23 juni 1743, beslut om Sveriges tronföljd.
Ständerna utsåg den 23 juni 1743 Adolf Fredrik "till kunglig höghet och efterträdare på den kungliga svenska tronen" och "efter honom dess manliga bröstarvingar till arvtagare av Sveriges krona, på sätt, som Sveriges rikes successionsordningar innehålla och förmå".
Konungaförsäkran 25 november 1751 (§ 14) gör härtill det tillägg, att ständernas bifall ej ovillkorligen fordras för prinsars och prinsessors giftermål, utan, om det är bråttom, ägde konungen med råds råde därom sluta och förordna.
I 1772 års regeringsform (§ 3) stadgades, att "med successionsordningen till riket bliver alldeles vid arvföreningen, såsom den år 1743 gjord och vidtagen blivit", och ständernas samtycke till prinsars giftermål gjordes ej längre erforderligt för arvsrättens bibehållande, utan genom föreskrifter i § 36 förklarades konungens bifall vara tillfyllest.
Sedan rikets ständer 10 maj 1809 förklarat Gustav IV Adolf och hans bröstarvingar för alla tider förlustiga Sveriges krona, blev det i 1809 års regeringsform stadgat, att Sveriges rike skulle vara ett arvrike, med den successionsordningen för en avliden konung manliga efterkommande, som blir fastställd av rikets ständer.
I 1809 års regeringsform föreskrevs (§ 94), att, därest den konungaätt, vilken arvsrätten till riket uppdragen vore, på manliga sidan utginge, riksdagen ska sammanträde för att ett nytt konungahus utkora med bibehållande av denna regeringsform.
I 1809 års regeringsform föreskrevs i § 85 att successionsordningen är att anse som grundlag. Dessutom ska den av konung och riksdag gemensamt fastställas.
Till tronföljare blev den 28 augusti 1809 vald Kristian August av Slesvig-Holstein-Sönderborg-Augustenborg. I successionsordningen fastställdes arvsrätt för hans manliga bröstarvingar 18 december 1809. Prinsen, som var ogift, avled 28 maj 1810.
På riksdagen i Örebro 1810 valdes fursten av Ponte Corvo, Jean Baptiste Bernadotte till kronprins. Därefter fastställdes den 26 september 1810 års successionsordning.